# 上海邮通科技
上海邮通科技有限公司或世纪天成是中国国内一家运营网络游戏的公司。
世纪天成是上海邮通科技有限公司旗下的专注在线娱乐相关业务的团队，由于该公司只以世纪天成品牌出现，因此习惯上多以世纪天成代指上海邮通科技有限公司。
是韓國NEXON公司在中國大陸的二次子公司（乐线软件开发为中间子公司），英文名Tiancity。
主要代理运营来自其他游戏公司，尤其是NEXON的网络游戏。世纪天成也自行研发了两个游戏：《跑跑卡丁车官方竞速版》（世纪天成自研版）和《洛奇英雄传：永恒》。目前均已下架。

## 歷史
2005年6月3日NEXON公司的第五代綠色網游鉅作《洛奇》攜手世紀天成的開始內測；
2006年3月17日，世紀天成正式攜手韓國NEXON推出廣受國內玩家期待的泡泡堂系列的DR休閒大作《跑跑卡丁車》；
2007年5月24日，世紀天成宣布代理Nexon的ARPG新作《炮炮火槍手》；
2008年3月7日，世紀天成宣布，復活原由天縱網絡代理的RPG同名網游鉅作《天翼之鍊》，並命名為《新天翼之鍊》；
2008年11月26日，世紀天成與韓國Nexon公司聯合聲明，代理次時代FPS鉅作《反恐精英》的網絡版續作：《反恐精英OL》；
2009年1月，世紀天成代理2D橫版遊戲《衝鋒島》；
2010年4月26日，世紀天成與韓國著名遊戲廠商NEXON正式對外聯合聲明，世紀天成將正式代理NEXON開發的新時代互動社區網游《NEXON STAR》，並將中文名定為《開心星球》；
2010年7月29日下午，世紀天成在中國最大的互動娛樂大展ChinaJoy上正式宣布代理次世代3D動作網游鉅作《洛奇英雄傳》，這款被玩家寄予厚望的次世代網游正式登入中國市場。與Dragonfly開發的全新款第一人稱射擊遊戲（FPS）《風暴戰區》。
2012年2月21日，世紀天成舉辦發布會，正式宣布代理《EVE：新紀元》。 《EVE：新紀元》為《EVE Online》全球同步國服中文名成並於2012年第二季度與玩家見面。
2012年6月27日，世紀天成正式對外宣布，獲得由韓國著名遊戲公司Doobic歷時三年開發的FPS新作：ShadowCompany在中國大陸的運營權，並將其中文名稱命名為：《影子部隊》(韓服稱幻影特工隊，簡稱SC)是韓國Dragonfly開發的全新款第一人稱射擊遊戲（FPS）。
2012年11月2日世紀天成宣布代理超能戰聯。 《超能戰聯》是世紀天成代理的3D新概念動作網游，由韓國DNF開發商Neople歷時5年研發而成。
2012年12月14日，世紀天成在北京第十屆網博會現場召開了一場新遊發布會，並邀請了眾多遊戲媒體參與。在會上，世紀天成正式對外宣布獲得《街頭籃球》正統續作《FreeStyle2》的代理權，並命名為《自由籃球》，同時官方網站已同步上線，為玩家提供與《自由籃球》相關的最新資訊、市場活動及產品動態。

## 旗下游戏
被划去的游戏已经停运。

### 手游
- 跑跑卡丁车官方竞速版（腾讯参与研发）
- 冒险岛：枫之传说
- 战争与文明
- 星际迷航：纷争
- 黑色信标
- 跑跑卡丁车手机版（世纪天成自研）
- 冒险岛手游
- 诸神之怒
- 洛奇英雄传：永恒

### 客户端网游
- 反恐精英online
- 跑跑卡丁车
- 洛奇英雄传
- 洛奇
- 自由篮球
- 封印者
- 反恐精英online2
- 星战前夜（转为网易代理）
- 领地人生